# رود پویا
رود پویا (انگلیسی: Puya) یک رودخانه در استان آرخانگلسک کشور روسیه است.